# وعدة
الوعدة، وتعرف كذلك بالموسم والزردة والطعم والركب والمعروف، هو طقس دوري سنوي تقيمه العديد من العشائر والقبائل المغاربية حول أضرحة الصلحاء والمرابطين خصوصا المؤسسين لها. تجتمع بعض القبائل حول ضريح وتنصب الخيام وتذبح الذبائح وتقيم المآدب وقد يرافق ذلك ألعاب الخيالة.
تحيي المواسم ذكرى ولي أو سيد، أو تحتفل بمواسم الحصاد والقطاف. ومن بين هذه التظاهرات موسم إميلشيل وموسم الورود بقلعة مكونة وموسم طانطان الذي صنفته منظمة اليونيسكو ضمن قائمة التراث الثقافي اللامادي للإنساني. ومن بين المواسم المتعلقة بالجهاد والصوفية وعدة المهاية التي تربط بين هذه القبيلة وأولاد سيدي الشيخ حيث تقيم القبيلة مقاما رمزيا لعبد القادر بن محمد السماحي في ساحة الوعدة.
يعرفها إميل درمنغم كطقس يقام على شرف الولي الصالح، لأجل إبعاد الشر وتحقيق الأماني والشفاء والنـجاح، كما تعرفها سوسي أنديزيان «كعادة طقوسية احتفالية تقام حول قبور الأولياء تقدم فيها الأضاحي لتحقيق الأماني المرجوة».

## التنظيم
يتكفل الأعيان والشيوخ بعملية تنظيم الوعدة، أو إلى عرشهم، بتسطير وضبط برنامج الموسم الذي يعرف ذروته خلال فصل الخريف وطيلة فترة الحرث والبذر حيث ترتبط الوعدة ببداية المواسم الفلاحية. ويتم تحديد موعد هذه المناسبة في كل جهة ويتكفل بالتحضير له بشكل أساسي أولئك من الذين تمتد أصولهم وجذورهم إلى أحد الأولياء الصالحين ومن الذين ينتسبون إليه، ليتفقوا على البرنامج النهائي والمتمثل أساسا في ترسيم تاريخ وموعد كل وعدة على أن لا يتزامن الاحتفال بأكثر من وعدتين في وقت واحد. وتجمع المواسم بين الحفلات الدينية وبين المهرجانات التجارية في آن واحد، مما يجعلها فرصة للاجتماع ومشاطرة هويتهما الثقافية.

## استمرارية المواسم في العصر الحديث

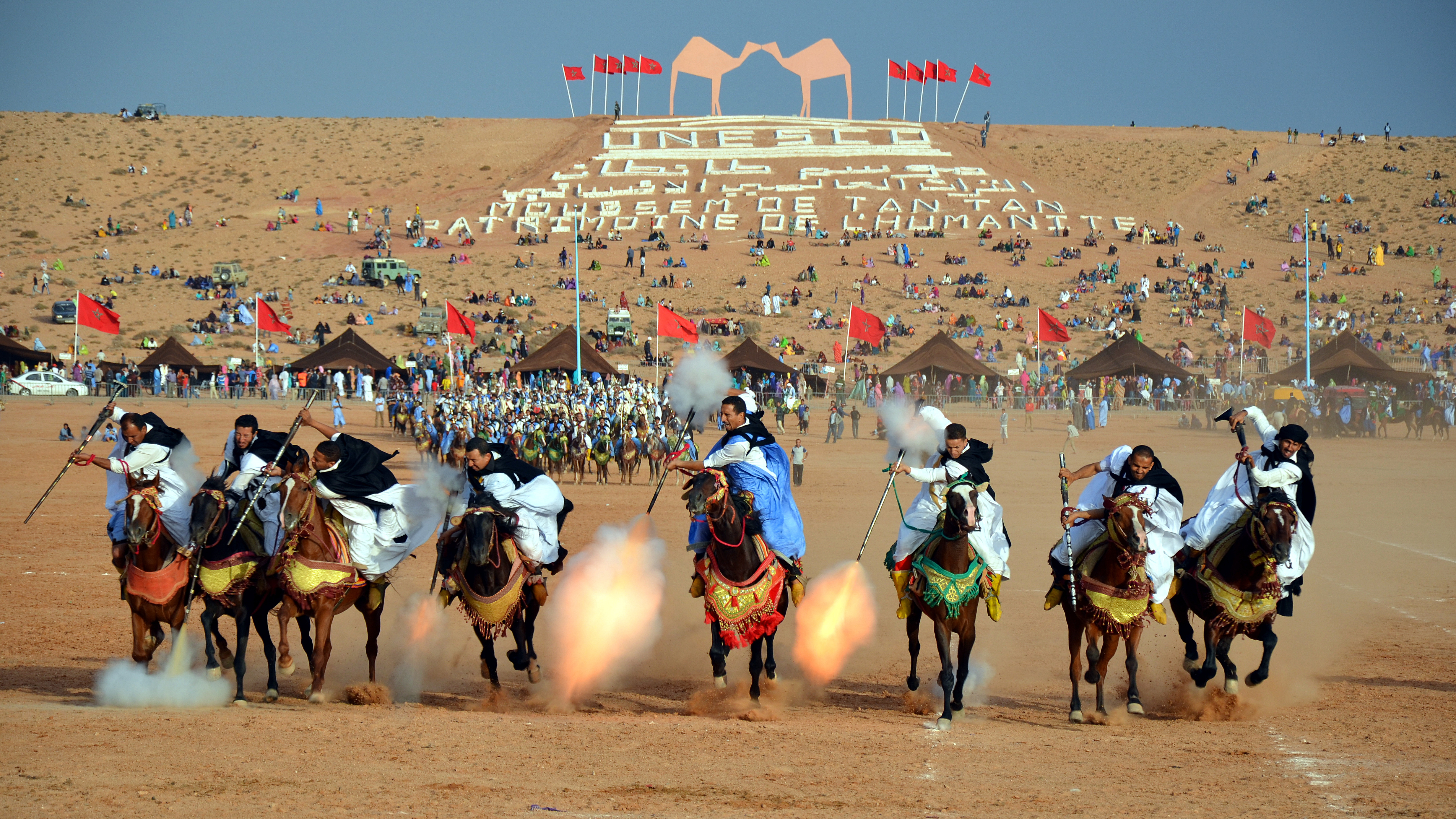
مهرجان الموسم (مهرجان الفولكلور) بطانطان.

وعلى الرغم من التحولات والتغيرات العنيفة التي أصابت الجماعات القبلية اليوم التي فككها الحراك الاجتماعي وسياسات التحديث والاجتثاث التي مورست في حقه، لا تزال الكثير منها تحافظ على نفسها من خلال لجوئها إلى إحياء هذه الطقوس بشكل دوري ومنتظم لتعيد من خلالها معالم هويتها وترسم أفاق إستمراريتها، تشحن من خلالها نفس البقاء والتواصل والارتباط بعالم الأجداد، فالقبيلة، حسب تعريف رحمة بورقية، «مؤسسة تحتاج إلى طقوس للمحافظة على تكرار نفسها».
في المخيال الشعبي المحلي لا يوجد فصل بين الدين الرسمي والتدين الشعبي، فهو يرى أن ممارساته لهذا الطقس هي من الإسلام، وبالتالي فاستمرارية الظاهرة، حسب فهمهم، بأهدافها ووظائفها ودوافعها من صميم التوجه الديني العام والصحيح.
استمرارية طقس الوعدة في العصر الحديث يراد من خلاله إعادة تشكيل للمفكك اجتماعيا وثقافيا وتجديد اللحمة القرابية من خلال استمرارية القبيلة ككيان وفاعل اجتماعي وثقافي لم ينتهي، من أجل حماية العرش في بعده الاجتماعي والثقافي والمجالي. ومن عوامل استمرارية الوعدة هو اغتراب الطبقات الشعبية، التي تبحث في طقوسيات الوعدة ملاذ روحي ونفسي وسياحي، محقق للطمأنينة والفرجة والفرح.
و لعل أول من وقف من أجل إبطال المواسم بالمغرب هو السلطان سليمان بن محمد، الذي تأثر برسالة من الدعوة الوهابية وصلته سنة 1226 هـ. أحدث قرار منع المواسم فتنة دينية بالمغرب، جعلت بعض الزوايا والطرق الصوفية تتخذ منه مسافة وصلت إلى درجة العداء، لما أقدم، بصفته سلطانا وأميرا للمؤمنين، على إصدار ظهائر سلطانية تجرم وتمنع مواسم الصالحين والأضرحة. وبسبب إلغاء المواسم التي كانت تشكل أسواقا هامة، عرفت التجارة الداخلية تراجعا مهما.